# 신안산대학교
신안산대학교(新安山大學校, Shin Ansan University)는 경기도 안산시에 위치한 사립 전문대학이다.

## 연혁
1994년 4월 30일, 강신경 등이 설립한 학교법인 지선학원(현 학교법인 순효학원)에 의하여 안산공업전문대학이 설립되었다. 이듬해인 1995년 3월 14일 개교하였다. 1998년 11월 20일, 전문대학 명칭 규제 일부 해제에 따라 안산공과대학으로 교명을 변경하였다. 2011년 5월, 신안산대학교로 교명을 변경하고 현재에 이르고 있다.
한편, 2018년 대학기본역량진단에서 역량강화대학으로 선정된 바 있다.

## 교육편제
신안산대학교는 전문대학으로, 학부 과정만 편제되어 있다. 공학, 인문사회, 자연과학, 예체능 등 4개 계열을 임의로 분류하고, 29개 학과를 설치하여 전문학사 과정을 교수하고 있다.

## 캠퍼스 풍경
신안산대학교는 경기도 소재 사립 전문대학으로, 초지동에 캠퍼스가 소재한다. 캠퍼스 내 약 7동의 건축물이 위치하고 있다. 캠퍼스 동부 신안산대학로를 통해 정문으로 접근이 가능하며, 북편으로 동산로와 마주하고 있다. 신안산대학로를 따라 북측으로 접속되는 동산로를 통해 초지역 혹은 시우역을 이용할 수 있다.

## 같이 보기
- 강신경
- 김천대학교
- 신한대학교